# Rocher du Coucou
 (juin 2020).
Le rocher du Coucou fait partie du massif de l'Altenberg dans les Vosges et est situé à 856 mètres d'altitude sur le territoire de la commune de Neubois. C'est un sommet qui est visible de très loin. Sur l'un des contreforts, à proximité se trouve le château du Frankenbourg. Sur ce sommet on aperçoit un relais de télévision et de radiodiffusion appartenant à Télédiffusion de France qui diffuse son signal dans la région de Sélestat, le Val de Villé et le Val de Lièpvre.

## Géologie
Le rocher du Coucou ou roche du Coucou est formé d'un ensemble de roches en grès et en poudingue avec sur son sommet une terrasse surplombant une paroi de grès haute de 14 mètres. Du massif de l'Altenberg dont fait partie le rocher du Coucou, coulent de nombreuses sources qui permettent d'alimenter une bonne dizaine de fontaines. À proximité immédiat du rocher du Coucou on y trouve également d'imposants rochers ou falaises gréseuses qui surplombent différentes vallées ou qui servent d'abris : rocher des Partisans, rocher de Jacques, rocher du Coucou, roche des Fées, ancienne roche des Deltaplanes, roche Fendue, roche en Forme de Nez, roche des Charpentiers. L'épaisseur du grès vosgien a été mesurée à 240 mètres au rocher du Coucou.

## Itinéraires d'accès au sommet
On peut accéder au rocher du Coucou à partir des villages de Breitenau, Dieffenbach-au-Val, Fouchy, La Vancelle, Lièpvre, Rombach-le-Franc. En venant de la voie rapide A 35 prendre la sortie n°17 en direction de Sainte-Marie-aux-Mines qui passe par "Val de Villé" une annexe de Châtenois (Bas-Rhin) et suivre la R 59 en direction de Hurst et de La Vancelle par la D 167. Laisser la voiture à La Vancelle. Depuis ce bourg, plusieurs sentiers permettent des randonnées au château du Frankenbourg, du rocher du Coucou et du Chalmont.

### Depuis Neubois

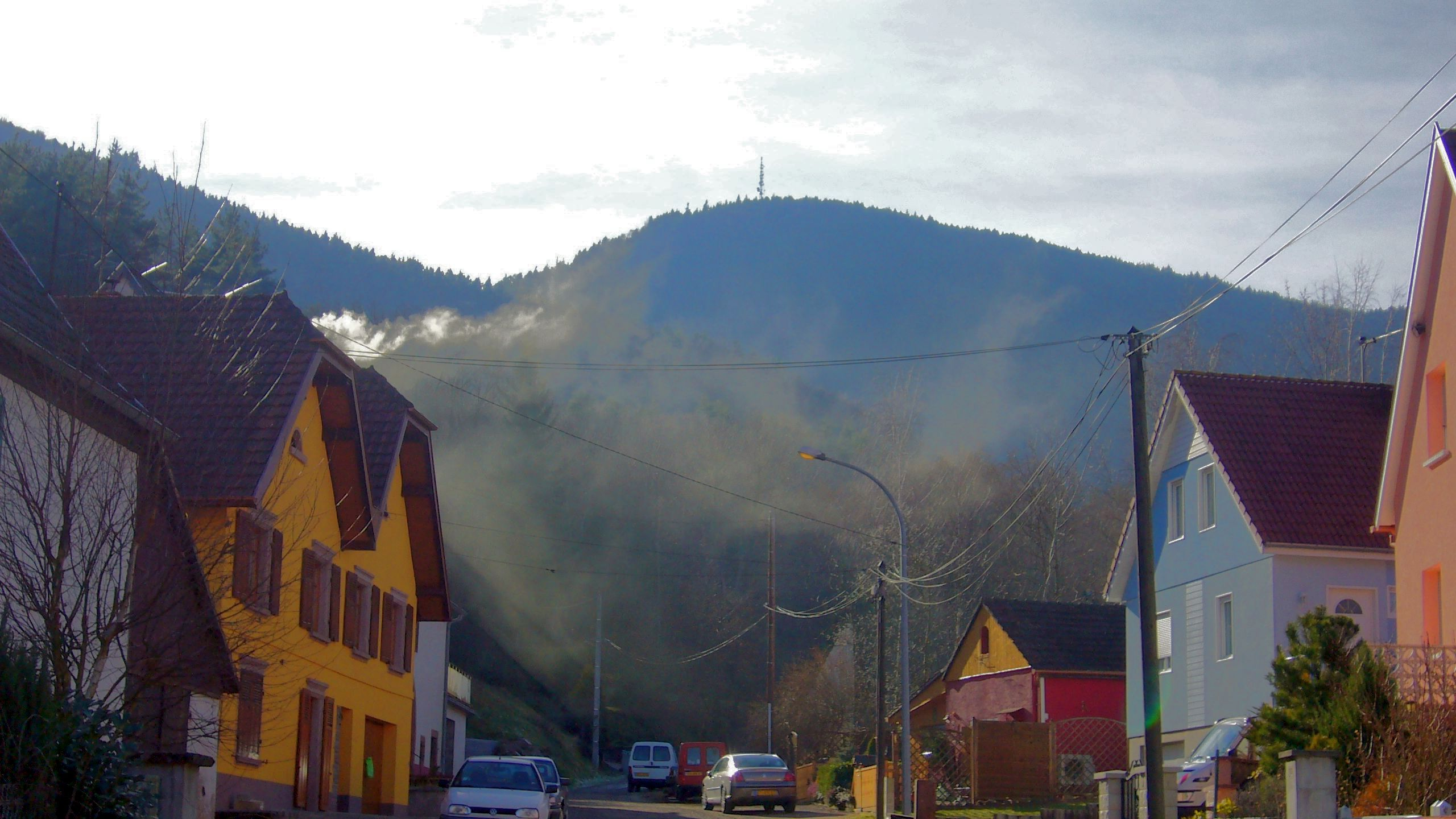
Vue sur le rocher du Coucou depuis la rue du Frankenbourg à Neubois

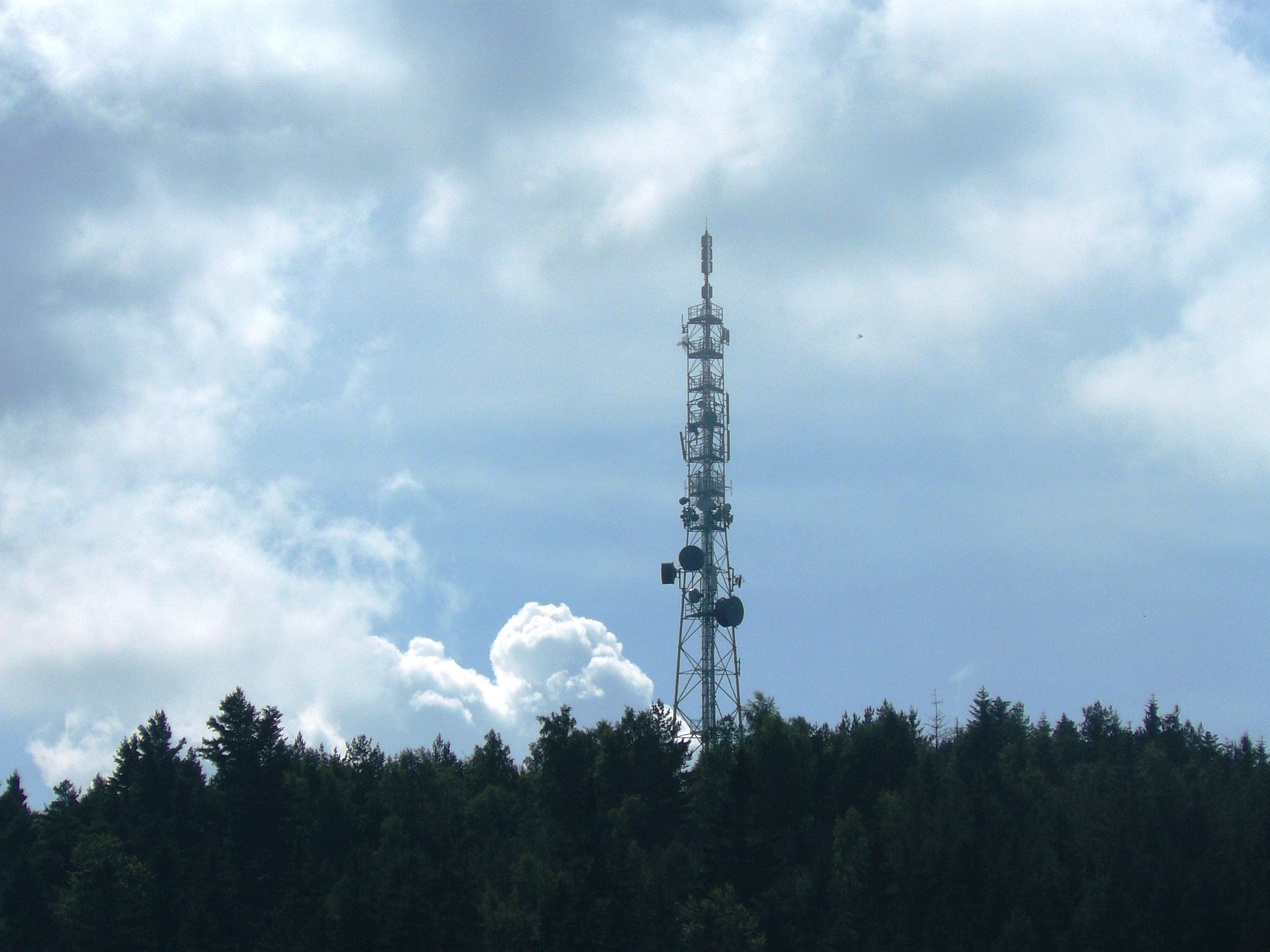
Pylonne d'antenne émettrice de télédiffusion de France au rocher du Coucou

Le rocher du Coucou fait partie de la commune de Neubois. Une route forestière goudronnée permet de se rendre jusqu'au sommet, mais elle reste seulement accessible aux techniciens de TDF (Télédiffusion de France) propriétaire des installations émettrices pour la maintenance. Cette route reste cependant ouverte du 15 juillet au 15 août pour les randonneurs. La montée jusqu'au rocher du Coucou se déroule sur un sentier assez raide dont les environs sont parsemés de gros blocs de pierres de différentes tailles. La balade dans la forêt est assez agréable. Arrivé sur le sommet, on peut jouir d'une très belle vue : on aperçoit depuis ce sommet les ruines du château du Frankenbourg, la plaine d'Alsace, la région de Sélestat, et la Forêt-Noire. En jetant un coup d'œil vers la droite on aperçoit le Haut-Koenigsbourg dans toute sa splendeur. On peut aussi se rendre au rocher du Coucou depuis un chemin forestier à partir du village de Neubois. Laissez la voiture sur le parking de l'église Saint-Materne, puis marcher en direction de la rue du cimetière. Prendre ensuite sur la gauche la rue Allmend et suivre les indications du Club vosgien. La direction du rocher du Coucou est indiquée par une croix bleue avec à côté un triangle bleu. Ces deux indications donnent la direction à prendre pour se rendre soit au rocher du Coucou soit à La Vancelle en longeant le chemin forestier qui passe par la statue de la Madone, le chemin de croix et la sanctuaire de la source. Suivre ensuite à l'intersection la croix bleue qui indique la direction du rocher du Coucou qui se trouve à 1h30 de marche de cet endroit. Le même endroit passe par l'oratoire de la source qui se trouve à 10 minutes et du château du Frankenbourg qui lui est situé à 0h50 de marche. Le chemin indiqué par un triangle bleu signale que le village de La Vancelle peut-être rejoint en 1h10 de l'endroit.

### Depuis Breitenau

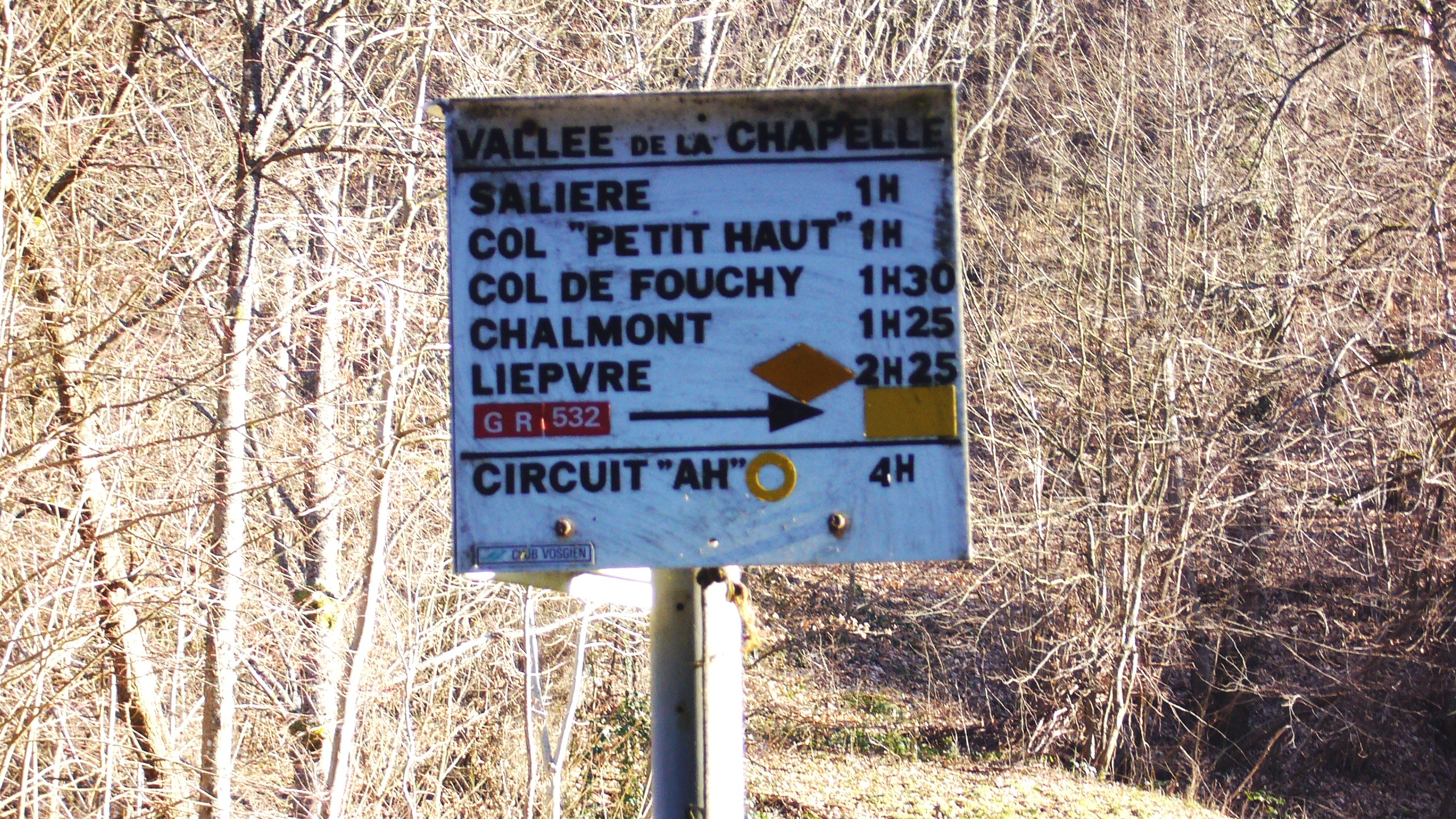
Panneau du Club Vosgien indiquant les directions depuis la vallée de la Chapelle à la sortie de Breitenau

Le rocher du Coucou peut être atteint en sortant du village de Breitenau, à environ un kilomètre à l'ouest du village près de l'oratoire de la source Saint Déodat qui se trouve à 0h10 de l'endroit.Depuis ce carrefour, suivre la croix bleue qui indique le Roche du Coucou à 1h15, le Frankenbourg à 0h50. L'autre chemin indiqué par un triangle bleue donne la direction du village de La Vancelle qui se trouve à 1h10 de marche. Le chemin qui passe par la chapelle du Bonhomme (ou Saint Déodat) matérialisé par le losange orange permet de rejoindre le Chalmont à 1h25, et Lièpvre à 2h25. Suivre le losange orange indiqué sur le panneau du Club Vosgien. Si l'on désire prolonger la marche on peut également passer par le col du Petit Haut, à environ 1 heure de marche, puis prendre la direction de Neubois et suivre les directives du Club Vosgien.Le rocher du Coucou se trouve à environ 2 heures de marche de l'autre chemin de Breitenau.

### Depuis Dieffenbach-au-Val

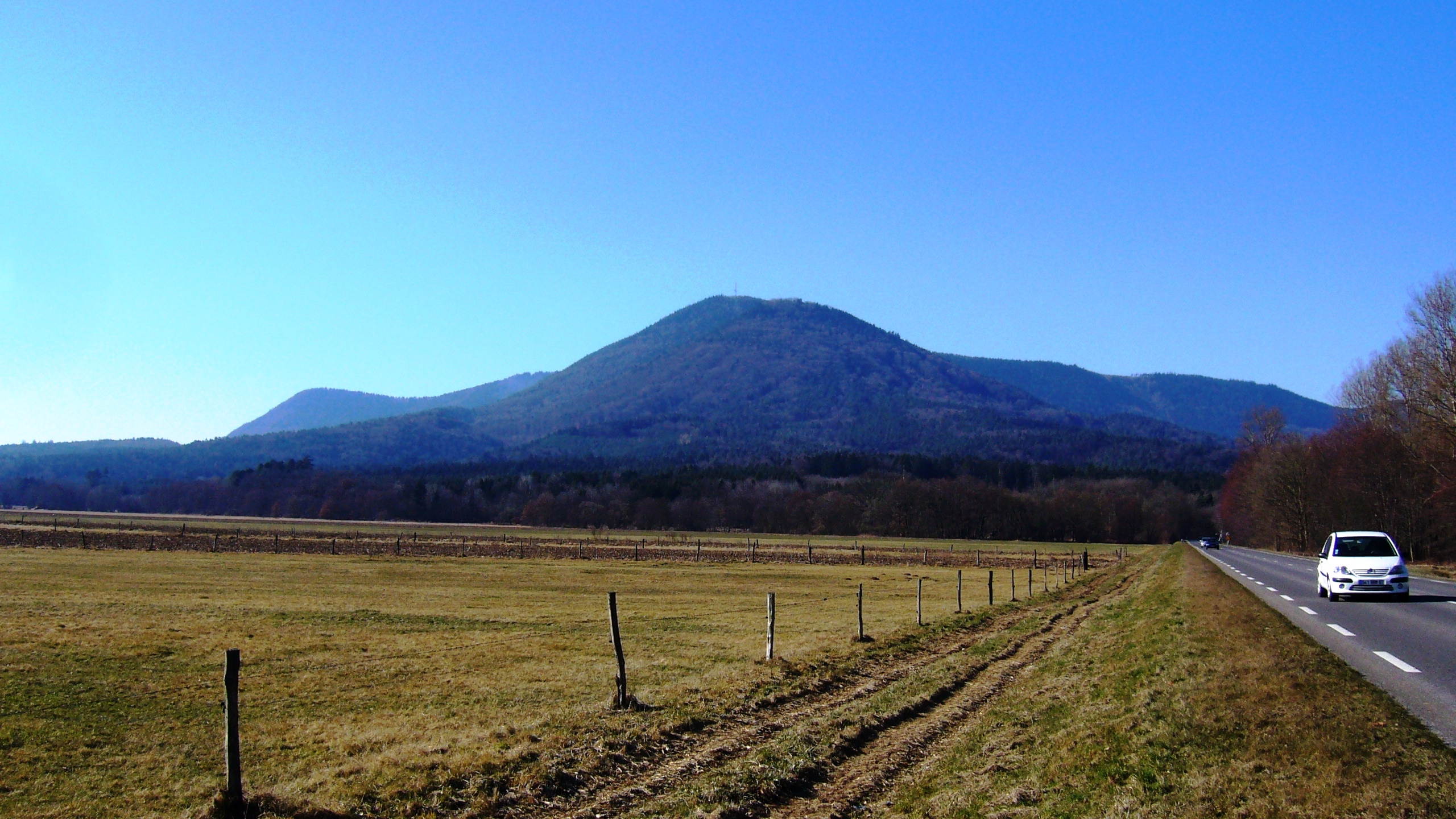
Vue sur le rocher du Coucou depuis la route départementale D 424

Depuis Dieffenbach-au-Val prendre la direction du chemin forestier à destination du rocher du Coucou balisé par une croix bleue. Depuis ce village il existe différents sentiers qui permettent de se rendre, soit en direction du château du Frankenbourg ou du rocher du Coucou indiqués par des panneaux du Club vosgien.

### Depuis Fouchy

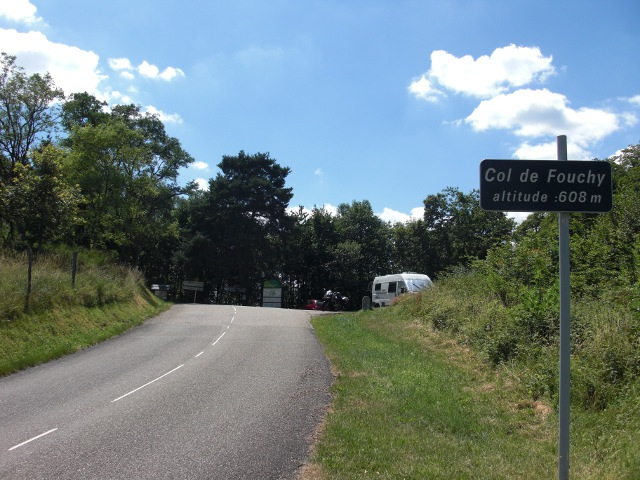
Col de Fouchy

À partir du col de Fouchy (608 mètres d'altitude), prendre le chemin forestier qui passe par le lieu-dit de Prérébois qui fait partie du banc de Rombach-le-Franc. À partir de cet endroit on s'enfonce dans la forêt en passant à proximité d'énormes rochers aux noms bizarres: le rocher du Cheval Tombé, le rocher de la Salière. Prendre la direction du col du Petit Haut où se trouve une ancienne borne datée de 1680 avec le blason du Comte-Ban. Le col du Petit Haut est à la limite des bancs de Rombach-le-Franc et de Breitenau. À partir de cet endroit prendre la direction de Neubois qui passe par la Roche des fées qui est un gigantesque rocher qui offre une vue splendide sur le Brézouard et le Val de Lièpvre. Poursuivre jusqu'à la clairière et suivre le panneau du Club Vosgien qui donne les indications pour se rendre au rocher du Coucou balisé par une croix bleue.

### Depuis Rombach-le-Franc
On peut arriver au rocher du Coucou depuis ce village. En sortant de Lièpvre pour arriver au village de Rombach-le-Franc, prendre le chemin de la Vaurière ou la rue des Beaux Champs qui va jusqu'au col du Petit Haut et de là prendre la direction du village de Neubois qui passe par la Roche des Fées. Ensuite suivre les panneaux indicateurs du Club vosgien. Cette randonnée est cependant assez longue. Il existe un itinéraire beaucoup plus court à partir du col du Petit Haut. Il faut se rendre jusqu'à la crête du haut de La Vancelle en prenant le sentier vers la droite, un peu en oblique. Ce sentier n'est pas beaucoup fréquenté, c'est pourquoi il est assez sauvage. En arrivant sur le sommet de la crête, on trouve un sentier qui va directement au rocher du Coucou. Il passe par la roche des Partisans (825 m), la roche des Charpentiers, l'Envol des deltaplanes, etc. La roche des Partisans formée d'immenses rochers permettaient aux réfractaires du Service du travail obligatoire (STO), aux prisonniers et évadés du tunnel de Sainte-Marie-aux-Mines et autres personnes de se cacher pendant la Seconde Guerre mondiale, d'où le nom de « roche des Réfractaires ». La nuit les prisonniers se rendaient dans les villages à proximité pour se ravitailler, notamment à Rombach-le-Franc, Lièpvre et La Vancelle. Suivre ensuite ce sentier jusqu'au rocher du Coucou.Une autre possibilité pour se rendre au col du Petit Haut est de prendre la route bitumée qui part depuis le col de Fouchy pour se rendre au lieu-dit de Prérébois et de là poursuivre le chemin jusqu'au col.

### Depuis Lièpvre
Le rocher du Coucou peut être rejoint facilement en passant par le sommet du Chalmont. Il existe plusieurs sentiers à partir de Lièpvre qui rejoignent le Chalmont. L'une des possibilités est de prendre le chemin forestier bitumé du Frankenbourg qui se trouve à la sortie du village de Lièpvre au lieu dit du Schirel avant le village de La Vancelle. Un sentier forestier se trouvant avant le chemin qui mène au Château du Frankenbourg permet de rejoindre le sommet du Chalmont. Au sommet suivre la direction de la Roche des Fées et du rocher du Coucou balisé par un panneau du Club vosgien. Une autre possibilité pour se rendre au Chalmont est de prendre la route de Rombach-le-Franc et de rejoindre le petit sentier qui se trouve près de la petite résidence HLM à droite de l'immeuble. Ce sentier permet de rejoindre directement le Chalmont.En arrivant sur le sommet de la crête de La Vancelle, on trouve un sentier qui va directement au rocher du Coucou. Il passe par la roche des Partisans (825 m), la Roche des Charpentiers, l'Envol des Deltaplanes, etc. La roche des Partisans formée d'immenses rochers permettaient aux réfractaires du Service du travail obligatoire (STO), aux prisonniers et évadés du tunnel de Sainte-Marie-aux-Mines et autres personnes de se cacher pendant la Seconde Guerre mondiale, d'où le nom de "Roche des réfractaires".

### Depuis La Vancelle

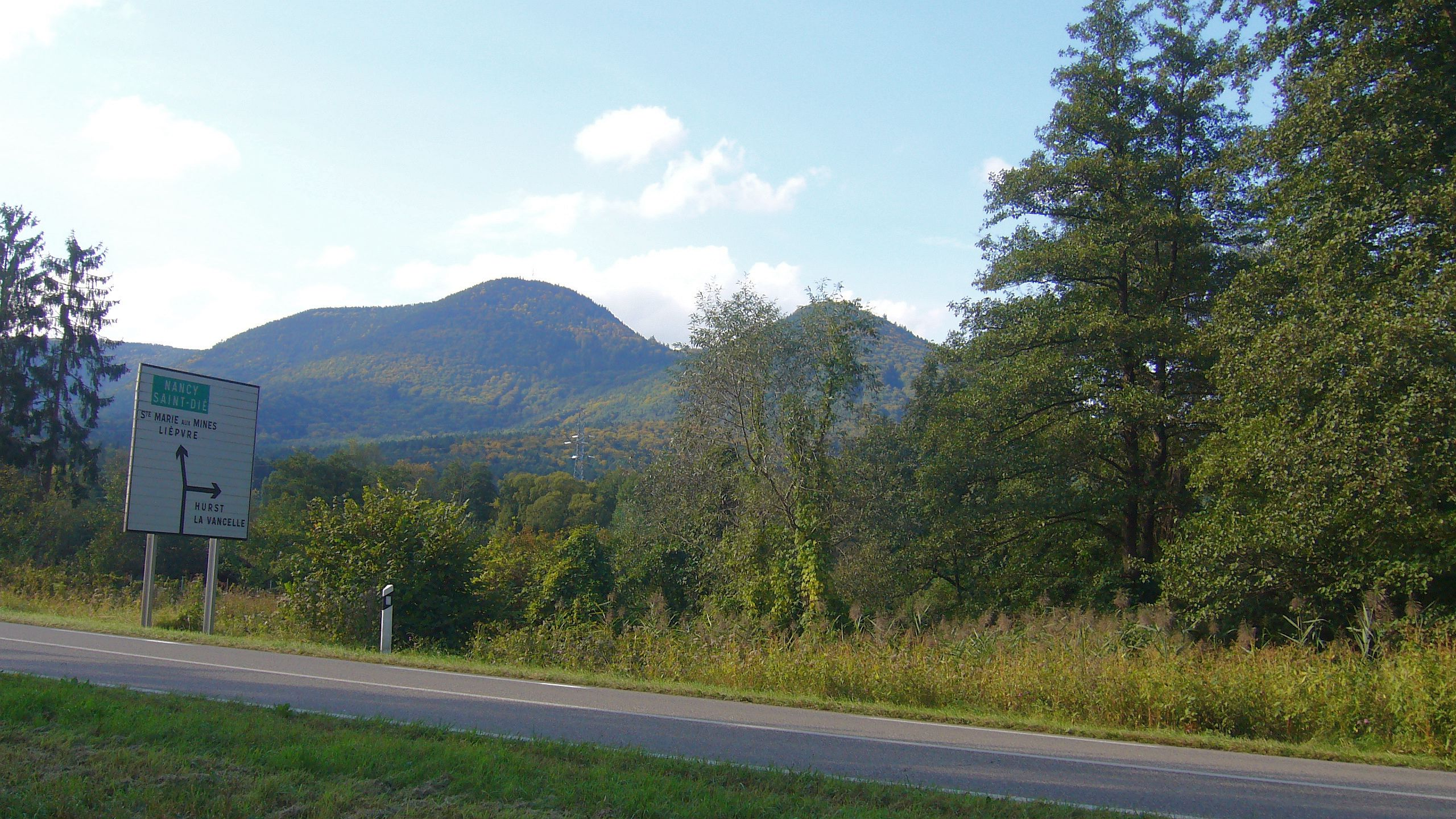
Vue sur le massif du rocher du Coucou avant l'entrée du village de La Vancelle

## Activités

### Télécommunications
Le sommet reçoit un relais d'importance régionale.

### Parapente
C'est un site de décollage décrit par la Fédération française de vol libre pour la pratique du parapente, orienté est à nord-est avec un décollage à 48° 17′ 55″ N, 7° 18′ 41″ E et interdiction de dépasser l'altitude de 1 500 m.

## Légendes
À l'extrémité du sommet du rocher du Coucou on aperçoit une grosse pierre que l'on a coutume d'appeler « pierre à sacrifice » comportant sur sa face supérieure une cupule épousant la forme d'un corps humain. Selon la légende cette cupule servait pour recueillir le sang des victimes qui étaient sacrifiées. Le culte de cette pierre remonte à l'an 575 av. J.-C.